# Сверкающий колибри
Сверка́ющий коли́бри (лат. Colibri coruscans) — вид птиц из рода Колибри.

## Описание
Достигает длины 14 см. Окраска оперения сине-зелёного цвета. Самки похожи на самцов, имеют, однако, часто белое пятно за глазом.

## Распространение
Населяет северные части Южной Америки до Боливии и Северо-Западной Аргентины. Предпочитает леса различного типа, плантации, сады и открытые пространства с редкой растительностью, поднимается на высоту до 3 500 м в горы. Во время токового полёта самец сначала поднимается на высоту 20 м, а затем резко снижается, издавая чирикающие звуки.

## Размножение
Гнездится в основном на уступах скал. Особенностью этого вида является участие самца в кормлении птенцов. Самка откладывает 2 яйца, которые насиживает 17—18 дней.

## Подвиды
Международный союз орнитологов выделяет два подвида:
- Colibri coruscans coruscans (Gould, 1846)
- Colibri coruscans germanus (Salvin & Godman, 1884)